# Draft 1967 de la NBA
1966 1968
La draft 1967 de la NBA est la 21e draft annuelle de la National Basketball Association (NBA), se déroulant en amont de la saison 1967-1968. Elle s'est tenue le 3 mai 1967 et 4 mai 1967 à New York. Cette draft se compose de 20 tours et 162 joueurs ont été sélectionnés,.
Les Rockets de San Diego et les SuperSonics de Seattle, nouvelles franchises de la ligue, participent à la draft pour la première fois, après avoir réalisé une draft d'expansion, leur permettant de sélectionner des joueurs d'autres franchises, non protégés,.
Lors de cette draft, 12 équipes de la NBA choisissent à tour de rôle des joueurs évoluant au basket-ball universitaire américain. Un joueur qui a terminé son cursus de quatre ans à l’université est admissible à la sélection. Si un joueur quitte l’université plus tôt, il n'est pas éligible pour la sélection jusqu’à ce qu'il ait obtenu son diplôme. Les deux premiers choix de la draft se décident entre les deux équipes arrivées dernières de leur division l'année précédente, à l'issue d'un pile ou face. Les choix de premier tour restant et les choix de draft sont affectés aux équipes dans l'ordre inverse de leur bilan victoires-défaites lors de la saison 1966-1967. Les cinq équipes qui ont obtenu les meilleurs bilans sur la saison précédente n’ont pas sélectionné de joueurs lors du second tour.
Le premier choix est sélectionné par les Pistons de Détroit, vainqueur du pile ou face, et ils sélectionnent Jimmy Walker, jouant aux Friars de Providence au niveau universitaire. C'est le second choix de draft, Earl Monroe, sélectionné par les Bullets de Baltimore, qui remporte le titre de NBA Rookie of the Year. Earl « The Pearl », remportera un titre NBA avec les Knicks de New York.
La classe de draft voit l'intronisation de quatre joueurs au sein du Basketball Hall of Fame, en tant que joueur, avec Monroe, Walt Frazier, Mel Daniels et Louie Dampier, sélectionné au quatrième tour.
Elle a également vu la sélection de deux fameux personnages du basket-ball parmi les 19 premiers choix, l'entraîneur aux onze titres de champion NBA, Phil Jackson, qui a entraîné les Bulls de Chicago de Michael Jordan, six fois champion NBA dans les années 1990 et mena ensuite les Lakers de Los Angeles à cinq titres dans les années 2000. Ainsi que Pat Riley, vainqueur du titre NBA en 1972 en tant que joueur et entraîneur aux cinq titres de champion NBA qui gagna quatre de ses cinq bagues NBA avec ces mêmes Lakers dans les années 1980, puis qui mena le Heat de Miami au premier titre de leur histoire en 2006. Ils sont tous deux intronisés au Basketball Hall of Fame, mais cette fois-ci en tant qu'entraîneur.

## Draft
| ^ | Signale un joueur qui a été intronisé au Basketball Hall of Fame                        |
| + | Signale un joueur qui a été sélectionné pour au moins un match annuel NBA All-Star Game |
| R | Signale le joueur qui a remporté le titre de NBA Rookie of the Year                     |

### Premier tour
| Choix | Nom            | Position           | Nationalité | Équipe                              | Provenance                      |
| ----- | -------------- | ------------------ | ----------- | ----------------------------------- | ------------------------------- |
| 1     | Jimmy Walker+  | Arrière            | États-Unis  | Pistons de Détroit                  | Friars de Providence            |
| 2     | Earl Monroe^ R | Arrière, Meneur    | États-Unis  | Bullets de Baltimore                | Rams de Winston-Salem State     |
| 3     | Clem Haskins   | Meneur             | États-Unis  | Bulls de Chicago                    | Hilltoppers de Western Kentucky |
| 4     | Sonny Dove     | Ailier             | États-Unis  | Pistons de Détroit (de Los Angeles) | Red Storm de Saint John         |
| 5     | Walt Frazier^  | Meneur             | États-Unis  | Knicks de New York                  | Salukis de Southern Illinois    |
| 6     | Al Tucker      | Ailier             | États-Unis  | SuperSonics de Seattle              | Oklahoma Baptist University     |
| 7     | Pat Riley      | Arrière, Ailier    | États-Unis  | Rockets de San Diego                | Wildcats du Kentucky            |
| 8     | Tom Workman    | Ailier fort        | États-Unis  | Hawks de Saint-Louis                | Redhawks de Seattle             |
| 9     | Mel Daniels^   | Pivot              | États-Unis  | Royals de Cincinnati                | Lobos du Nouveau-Mexique        |
| 10    | Dave Lattin    | Ailier fort, Pivot | États-Unis  | Warriors de San Francisco           | Miners d'UTEP                   |
| 11    | Mal Graham     | Meneur             | États-Unis  | Celtics de Boston                   | Violets de NYU                  |
| 12    | Craig Raymond  | Pivot              | États-Unis  | 76ers de Philadelphie               | Cougars de BYU                  |

### Deuxième tour
| Choix | Nom                     | Nationalité | Équipe                 | Provenance     |
| ----- | ----------------------- | ----------- | ---------------------- | -------------- |
| 13    | Jimmy Jones (arrière)   | États-Unis  | Bullets de Baltimore   | Grambling      |
| 14    | Steve Sullivan          | États-Unis  | Pistons de Détroit     | Georgetown     |
| 15    | Byron Beck (pivot)      | États-Unis  | Bulls de Chicago       | Denver         |
| 16    | Randy Mahaffey (ailier) | États-Unis  | Lakers de Los Angeles  | Clemson        |
| 17    | Phil Jackson (ailier)   | États-Unis  | Knicks de New York     | North Dakota   |
| 18    | Bob Netolicky (ailier)  | États-Unis  | Rockets de San Diego   | Drake          |
| 19    | Bob Rule (pivot)+       | États-Unis  | SuperSonics de Seattle | Colorado State |

### Joueur notable sélectionné plus bas
| Choix | Nom            | Nationalité | Équipe               | Provenance |
| ----- | -------------- | ----------- | -------------------- | ---------- |
| 38    | Louie Dampier^ | États-Unis  | Royals de Cincinnati | Kentucky   |

### Note
1. ↑  Le 17 février 1967, les Pistons de Détroit ont acquis un premier tour de draft des Lakers de Los Angeles en compensation, lorsque Rudy LaRusso a refusé de se rendre aux Lakers après avoir été transféré aux Pistons dans un échange à trois équipes le 17 janvier 1967. Les Lakers utilisent ce choix pour sélectionner Sonny Dove.